# 弗希
弗希（法語：Feuchy，法語發音：[føʃi]）是法国上法蘭西大區加来海峡省的一个市镇，属于阿拉斯区。

## 地理
弗希（50°17'36"N, 2°50'45"E）面积5.45 平方千米，位于法国上法蘭西大區加来海峡省，该省份为法国北部沿海省份，西北濒北海，南至索姆省，东临北部省。
与弗希接壤的市镇（或旧市镇、城区）包括：阿蒂、旺库尔、蒙希勒普勒、圣洛朗-布朗日、蒂卢瓦莱莫夫莱讷、方普。

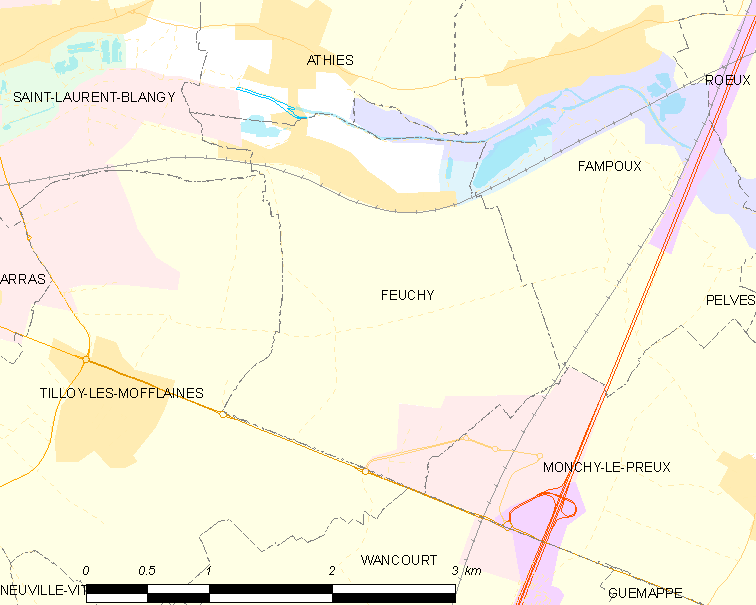
弗希的OSM定位图

弗希的时区为UTC+01:00、UTC+02:00（夏令时）。

## 行政
弗希的邮政编码为62223，INSEE市镇编码为62331。

## 政治
弗希所属的省级选区为阿拉斯第二县。

## 人口

1962-2008年间弗希人口变化图示

弗希于2022年1月1日时的人口数量为1003人。